# Constantino Gómez González
Constantino Gómez González (Villafranca del Campo, Teruel, 2 de marzo de 1926 – Madrid, 8 de marzo de 2008) fue general de brigada de la Guardia Civil, teniendo su último destino entre 1984 y 1986 como general jefe de la IV región militar (Cataluña y Aragón) con sede en Barcelona.

## Biografía
Su padre (el cabo de la Guardia Civil Constantino Gómez Andrés) cabo-comandante de puesto del municipio zaragozano de Tabuenca, falleció congelado en acto de servicio el 28 de noviembre de 1925, a los 41 años de edad, en el municipio de Tierga (junto a una chabola situada entre los kilómetros 20 y 21 de la carretera de Ainzón a Illueca) cuando se dirigía a cumplir una orden (la entrega de una escopeta, junto con el guardia Escolástico Vela Cardiel) desde Tabuenca al pueblo de Trasobares. La esposa del cabo (Joaquina González Mora, de 35 años) estaba embarazada y tenía un hijo, Luis, de 11 años. Constantino nació tres meses después, ya huérfano de padre. El cabo fue enterrado en Tierga y la viuda fue compensada por orden del director general de la Guardia Civil con una ayuda de 2000 pesetas. Se dispuso que el hijo mayor ingresase como alumno interno en el Colegio Infanta María Teresa y que a la viuda se le diese un empleo en el Colegio Marqués de Vallejo, de Valdemoro. En esa época, este era el único colegio para huérfanos de la Guardia Civil pues el Colegio "Infanta María Teresa" era para hijos del Cuerpo que estudiasen en Madrid. Siendo Constantino un bebé de seis meses, fue "escalafonado" para poder se acogido por la institución de la Guardia Civil, en la que siguió hasta su muerte. A este respecto solía recalcar que la Guardia Civil acoge desde antes de nacer a los hijos de sus héroes. Este antecedente hizo que durante su vida adulta mostrase una intensa inquietud por el bienestar de los hijos huérfanos de la Guardia Civil.
Su hermano Luis ingresó en la Guarcia Civil en enero de 1934, alcanzando finalmente el grado de capitán. La Guerra Civil le alcanzó en zona republicana y el propio Constantino, en su discurso al serle impuesto el fajín de general, dijo, asegurando sentirse orgulloso de él, que "él podía haber llegado aquí antes que yo, pero el destino quiso que tuviera que seguir el otro camino más lento y penoso de nuestros magnígicos jefes y oficiales"‘‘‘.
En enero de 1936 fue trasladado con el resto de colegiales del colegio de Valdemoro a Madrid al "Infanta María Teresa", comenzando en noviembre de ese mismo año un periplo (tanto por zona republicana como por zona rebelde) motivado por alejarse del frente o de las consecuencias de la Guerra Civil, pasando por el balneario de Fuensanta en Ciudad Real hasta mayo de 1938, una finca en Aguas de Busot (Alicante) hasta septiembre de 1938, un instituto en Espinardo (Murcia) hasta abril de 1939, nuevamente en el Colegio "Infanta María Teresa", de Madrid, hasta 1940, en el colegio "La Providencia" (originalmente de huérfanos de médicos) de Valladolid hasta de 1943, en el colegio "Corazón de María" de Zamora hasta febrero de 1944 y finalmente de nuevo en el "Infanta María Teresa", donde preparó el ingreso en la Academia General Militar.
Siendo caballero cadete en la Academia General Militar de Zaragoza conoció a la que después sería su esposa, Carmen Soro Aparicio (Barcelona, 7 de noviembre de 1932 - Madrid, 30 de enero de 2013) que tenía entonces 13 años y con la que contrajo matrimonio el 22 de abril de 1953 en la Iglesia del Espíritu Santo, de Vicálvaro, teniendo entre 1954 y 1964 cuatro hijos (Constantino, Francisco Javier, Juan Carlos y María del Pilar).
El domingo 20 de febrero de 1983 el diario "El País" le dedicó la contraportada con una amplia entrevista firmada por José Antonio Olivar.
Sus restos mortales reposan junto a los de Carmina en el Cementerio de Nuestra Señora de la Almudena, de Madrid.

## Su vida militar

### Cronología
El 7 de septiembre de 1945 ingresó en la Academia General Militar de Zaragoza, formando parte de la IV promoción de la tercera época de la misma (La posterior a la Guerra Civil) y XVII promoción de todas las épocas. Juró bandera en el patio de la Academia el 24 de noviembre de 1945. Nombrado caballero alférez cadete el 15 de julio de 1947.
Alcanzó el grado de teniente de infantería el 15 de diciembre de 1949, ingresó en la Guardia Civil el 5 de abril de 1950, ascendió a capitán el 23 de abril de 1956, a comandante el 26 de abril de 1959, a teniente coronel el 14 de junio de 1965, a coronel el 21 de marzo de 1979 y a general de brigada el 17 de agosto de 1982, tomando posesión de su cargo y siéndole impuesto el fajín de general el 8 de septiembre de ese año. Pasó a la situación de reserva por edad el 16 de noviembre de 1986.
A lo largo de su carrera militar desempeñó empleos destinado en las poblaciones de San Sebastián (1950) Alberique (1950-1951) Chelva (1951-1953) Valencia (1953-1956) Aliaga (1956) Alcañiz (1957) Madrid (1957-1984) y Barcelona (1984-1986).
En los 27 años en que permaneció destinado en Madrid ejerció empleos como profesor de la Academia Especial de Oficiales de la Guardia Civil (1957 a 1964, excepto entre julio de 1960 y enero de 1961, en que estuvo destinado en la Comandancia de San Sebastián) ayudante del Subdirector General de la Guardia Civil (general Roger Oliete Navarro, hasta diciembre de 1966) teniente coronel jefe de material y conductores y posteriormente coronel jefe en el Parque de Automovilismo de la Guardia Civil (hasta mayo de 1979) coronel jefe del 11.º Tercio (hasta agosto de 1982) general jefe de la I Zona de la Guardia Civil correspondiente a la Comunidad de Madrid (hasta enero de 1984) y general jefe de la Jefatura de Enseñanza de la Guardia Civil (hasta septiembre de 1984).
Después se trasladó a Barcelona, como general jefe de la IV Zona de la Guardia Civil correspondiente a Cataluña y Aragón (hasta julio de 1986).

### Hechos destacados
El 27 de enero de 1947, siendo caballero cadete, sufrió un accidente en el curso de una actividad de instrucción, en el que su mano derecha quedó atrapada contra la cureña de un cañón, sufriendo fracturas abiertas de las falanges media y distal de los dedos 2.º, 3.º y 4.º, permaneciendo ingresado en el Hospital Militar de Zaragoza hasta el 1 de marzo siguiente, de lo que finalmente quedó como secuela la amputación del 4.º dedo a la altura de la falange media (amputación que se realizó el 12 de abril, día de su santo) característica que lo acompañó el resto de su vida.
En su destino al mando del Grupo Móvil de Chelva (situado en el interior serrano de la Provincia de Valencia) participó en el control y persecución en la zona de los guerrilleros del Maquis en sus últimos tiempos, a los que años después solía calificar como "hombres valientes", en contraposición a los terroristas de ETA.

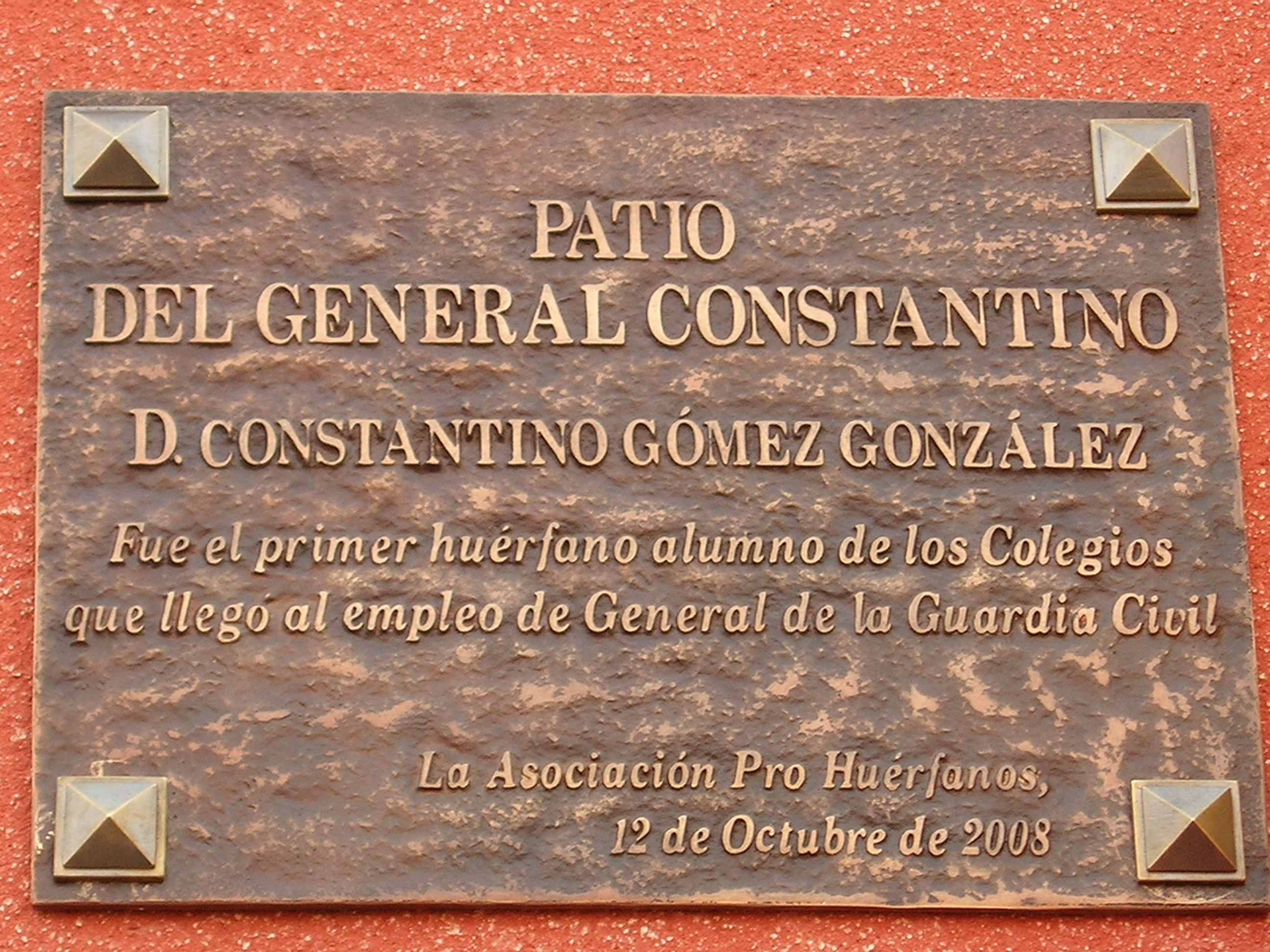
Placa conmemorativa en el patio del Colegio "Infanta María Teresa".

  Actuó como profesor de diversas materias (motores, documentación, circulación) en la Academia Regional de San Lorenzo de El Escorial, en el Colegio de Guardias Jóvenes «Duque de Ahumada» de Valdemoro, en la Academia Especial de Oficiales en Madrid y en la Agrupación de Tráfico de la Guardia Civil. Asimismo fue profesor de matemáticas en el Colegio Infanta María Teresa de huérfanos de la Guardia Civil (en cuyo patio central le fue dedicada una placa conmemorativa descubierta el 12 de octubre de 2008, festividad de la Virgen del Pilar, patrona de la Guardia Civil). También recibió, entre otras, en 1961 y 1963 enseñanzas de investigación criminal y de toxicología forense en la Escuela de Medicina Legal de Madrid.
Se implicó personalmente en la que se llamó "Cofradía de la Virgen de la Cabeza (Defensores y Supervivientes del Santuario)", una de las hermandades creadas alrededor del Santuario de la Virgen de la Cabeza en Andújar (Jaén) cofradía fundada en octubre de 1965 de la que fue hermano mayor, e impulsó la construcción de su casa cofradía (inaugurada el 21 de abril de 1974).
El 23 de febrero de 1981, fecha del intento de golpe de Estado del 23F, era (desde mayo de 1979) coronel jefe del 11.º tercio de la Guardia Civil, correspondiente a la provincia de Madrid, si bien desde seis días antes (el 17 de febrero) estaba relevado de sus funciones de mando por haberse incorporado para realizar el curso de ascenso a general en el Centro Superior de Estudios de la Defensa Nacional. Se mantuvo fiel a la legalidad y fue reclamado por el entonces director general del Cuerpo (José Luis Aramburu Topete) para que se incorporase al mando de las fuerzas de la Guardia Civil que acordonaban el exterior del Congreso de los Diputados, permaneciendo en el grupo de mando en el Hotel Palace y sus alrededores hasta la salida de los ocupantes el 24 de febrero. Como parte de este cometido impidió la entrada en el Palacio del Congreso del material eléctrico que había sido reclamado por el Teniente Coronel Tejero en previsión de que pudiera ser interrumpido el suministro eléctrico. Durante el mes de marzo de 1982 declaró como testigo en el juicio por dicha rebelión militar. Cabe destacar que durante más de doce años (entre diciembre de 1966 y mayo de 1979) había permanecido destinado como teniente coronel y como coronel en el Parque de Automovilismo de la Guardia Civil (de donde partieron la mayor parte de los guardias civiles que entraron en el Congreso al mando del teniente coronel Tejero) lo que le concedía un considerable ascendiente sobre muchos de ellos.
Respecto a esta lealtad a la legalidad vigente declaró que "La Guardia Civil ... está al servicio de la Nación ... La Guardia Civil ha vivido con la República, con la Monarquía, con la época de Franco y siempre ha estado al servicio del pueblo ...  A la gente hay que ganarla sirviendo".
Nunca aplicó sanciones ni arrestos a ningún subordinado. Por su parte él hubo de pasar varios días en un calabozo (aunque no se anotó formalmente como arresto en su hoja de servicios) en julio de 1947, debido a que, durante las fiestas de Ezcaray (La Rioja) y vistiendo uniforme dirigió la banda municipal que amenizaba el baile del pueblo interpretando el pasodoble "José Carioca", dedicado a un profesor de la Academia General Militar al que conocían por ese apodo.

### Generalato
Fue el primer huérfano de la Guardia Civil formado en sus colegios que alcanzó la graduación de general, cuando en el Cuerpo había solo ocho Generales de Brigada y uno de División, momento en el que además era el general más joven de España. Al ascender formó parte del primer grupo de generales con mando en la Guardia Civil que no habían participado en la Guerra Civil Española.
El acto de imposición del fajín de general (presidido por el entonces Ministro del Interior Juan José Rosón por expreso deseo de este) se celebró el 8 de septiembre de 1982 (casualmente el día en que se celebraba la festividad de la patrona de su pueblo natal, la Virgen del Campo).
En 1983, siendo general de la 1.ª zona, participó en las labores de rescate tras los dos accidentes de aviación en los que se estrelló un Boeing 747 de la aerolínea Avianca (en las cercanías del aeropuerto de Madrid-Barajas el día 27 de noviembre) y chocaron sendos aviones de Iberia y Aviaco (en las propias pistas del aeropuerto el 7 de diciembre).
El 21 de febrero de 1984 el Consejo Superior del Ejército le clasificó para poder ascender al grado de General de División, lo que le fue comunicado con carácter secreto el 7 de mayo del mismo año. Tal ascenso habría implicado el cargo de Subdirector General de la Guardia Civil (el máximo empleo a que cabía aspirar, pues el de director general tradicionalmente es asignado a un militar ajeno al Cuerpo o a un civil). Pero finalmente no llegó a producirse (permaneciendo como subdirector el que ya lo era desde agosto de 1983).
El 6 de abril de 1984 encabezó una comisión de oficiales de la Guardia Civil que visitó el Congreso de los Diputados, actuando como anfitrión su entonces Presidente Gregorio Peces-Barba. Fue el primer grupo de guardias civiles que entraba en el Hemiciclo y demás dependencias del Congreso después del intento de golpe de Estado del 23F.
Instituyó la celebración en el Colegio de Guardias Jóvenes de Valdemoro de las bodas de plata y oro de las promociones allí formadas, a imagen de otras academias militares donde ya se celebraba. La primera ocasión en que se realizó fue el 20 de mayo de 1984 (acto en el que renovó el juramento de bandera su propio hermano Luis).

### Condecoraciones
- Medalla de Sufrimientos por la Patria con distintivo amarillo (concedida el 2 de abril de 1951).
- Distintivo de Permanencia en el Profesorado (concedido el 2 de diciembre de 1960, con adición de barra dorada (con fecha 14 de diciembre de 1963 y de primera barra azul (con fecha 30 de octubre de 1965).
- Cruz de la Orden de San Hermenegildo (concedida el 6 de agosto de 1970).
- Placa de la Orden de San Hermenegildo (concedida el 30 de junio de 1980).
- Cruz del Mérito Aeronáutico con distintivo blanco (concedida el 2 de enero de 1981).
- Comendador de la Orden del Mérito Civil (concedida el 3 de febrero de 1981).
- Comendador de número de la Orden de Isabel la Católica (concedida el 24 de febrero de 1983).
- Cruz de Servicios Distinguidos (categoría especial) de la República de Colombia (concedida el 17 de agosto de 1984).
- Cruz del Mérito Policial con distintivo blanco (concedida el 4 de octubre de 1984).
- Gran cruz de la Orden de San Hermenegildo (concedida el 30 de junio de 1985).